# Jess & James
 (juillet 2024).
Si vous disposez d'ouvrages ou d'articles de référence ou si vous connaissez des sites web de qualité traitant du thème abordé ici, merci de compléter l'article en donnant les références utiles à sa vérifiabilité et en les liant à la section « Notes et références ».
Jess & James (également appelé Jess and James) est un duo belge de soul, actif entre 1967 et 1971. Il est particulièrement populaire à la fin des années 1960 avec leur groupe de soutien, le JJ Band. 

## Histoire
Jess & James sont les noms de scène des frères portugais Fernando et Antonio Lameirinhas. Fernando est né au Portugal en 1944 et Antonio en 1947. Dès leur enfance, ils sont fascinés par la musique, mais dans le Portugal du dictateur Salazar, il n'y a pas d'argent pour des cours de musique. Cela change lorsque la famille Lameirinhos s'installe en Belgique et va habiter à Charleroi. Fernando travaille dans une entreprise de marbre et achète une guitare avec l'argent gagné; avec laquelle il peut aller à l'académie de musique. Antonio apprend à jouer de la guitare basse sous l'influence de son frère. 
Au début des années 1960, ils forment leur premier groupe : The Robots, un groupe de guitare typique comme les groupes très populaires d'alors, The Shadows et The Spotnicks. Cependant, après l'arrivée des Beatles et des Rolling Stones, leur préférence va désormais à la beat. Lorsque les frères déménagent à Bruxelles, ils font la connaissance de la soule américaine d'Otis Redding et de Wilson Pickett. Cette musique les influence tellement qu'à partir de cette période, ils jouenten tant que groupe de soul. Roland Kluger (le fils de Jacques Kluger) devient leur manager, le nom du groupe est devenu Jess & James et les accompagnant, le JJ Band, avec des cuivres et des percussions, est mis en place. Les membres du groupe comprenaient Ralph Benatar et Garcia Morales. 
Jess & James se produisent dans le petit club Les Cousins à Bruxelles, où le groupe belge de rock 'n' roll The Cousins avait été découvert auparavant. Le chanteur Jimmy Frey (nl) les entend ici pour la première fois, après quoi il demande au JJ Band de l'accompagner sur ses chansons Zo mooi, zo blond en zo alleen et Rozen voor Sandra.
Jess et James réussissent un tube, Move (1967). La chanson atteint le tipparade (nl). Le single est un succès dans toute l'Europe. La chanson est reprise par The Trammps en 1984 et est dans le top 40 pendant trois semaines. (En 1968, Something for Nothing remporte également un certain succès). Le succès de Jess & James est de courte durée: bientôt la J.J. Band fait son propre chemin, collaborant avec des artistes tels que Francis Goya et Bruno Castellucci. Leur titre de 1971 Changing Face A est échantillonnée par des rappeurs comme O.C. et Raekwon. Les frères ont essayé de publier de nouveaux travaux, mais aucun succès tel que Move ne s'est plus reproduit. 

## Membres
Fernando Lameirin se construit une carrière solo aux Pays-Bas dans les années 1990 et se fait connaître du grand public avec le tube Abraça-me, dans lequel le groupe zélandais Bløf a eu un rôle. Sur le même CD O Destino, Fernando Lameirinhas ridiculise aussi légèrement les Hollandais, dans la chanson Os Holandeses. De 1975 à 1988, les frères Lameirhinas jouent ensemble dans le groupe hollandais à couleur latine à succès Sail-Joia. Puis Fernando commence avec le groupe Fernando's Ginga, son frère était de nouveau là.

## Discographie

### Albums studio
- 1968 : Move (Palette)
- 1968 : Revolution, Evolution, Change (Palette)
- 1969 : Jess & James (Palette)